# Guotelisjauretje
Guotelisjauretje är en sjö i Vilhelmina kommun i Lappland och ingår i Ångermanälvens huvudavrinningsområde. Sjön har en area på 0,104 kvadratkilometer och ligger 929,3 meter över havet. Guotelisjauretje ligger i Vardo- Laster- och Fjällfjällen Natura 2000-område. Sjön avvattnas av vattendraget Åtnetjejukke.

## Delavrinningsområde
Guotelisjauretje ingår i det delavrinningsområde (725167-144264) som SMHI kallar för Utloppet av Guotelisjauretje. Medelhöjden är 942 meter över havet och ytan är 0,43 kvadratkilometer. Det finns inga avrinningsområden uppströms utan avrinningsområdet är högsta punkten. Åtnetjejukke som avvattnar avrinningsområdet har biflödesordning 3, vilket innebär att vattnet flödar genom totalt 3 vattendrag innan det når havet efter 482 kilometer. Avrinningsområdet består mestadels av kalfjäll (75 procent). Avrinningsområdet har 0,11 kvadratkilometer vattenytor vilket ger det en sjöprocent på 24,3 procent.